# Bernhard Gigalski
Bernhard Gigalski (ur. 1866 w Reszlu, zm. 15 czerwca 1934 w Berlinie) – warmiński duchowny katolicki i teolog, profesor w Państwowej Akademii (Staatliche Akademie) w Braniewie, członek katolickiej partii Centrum.

## Życiorys

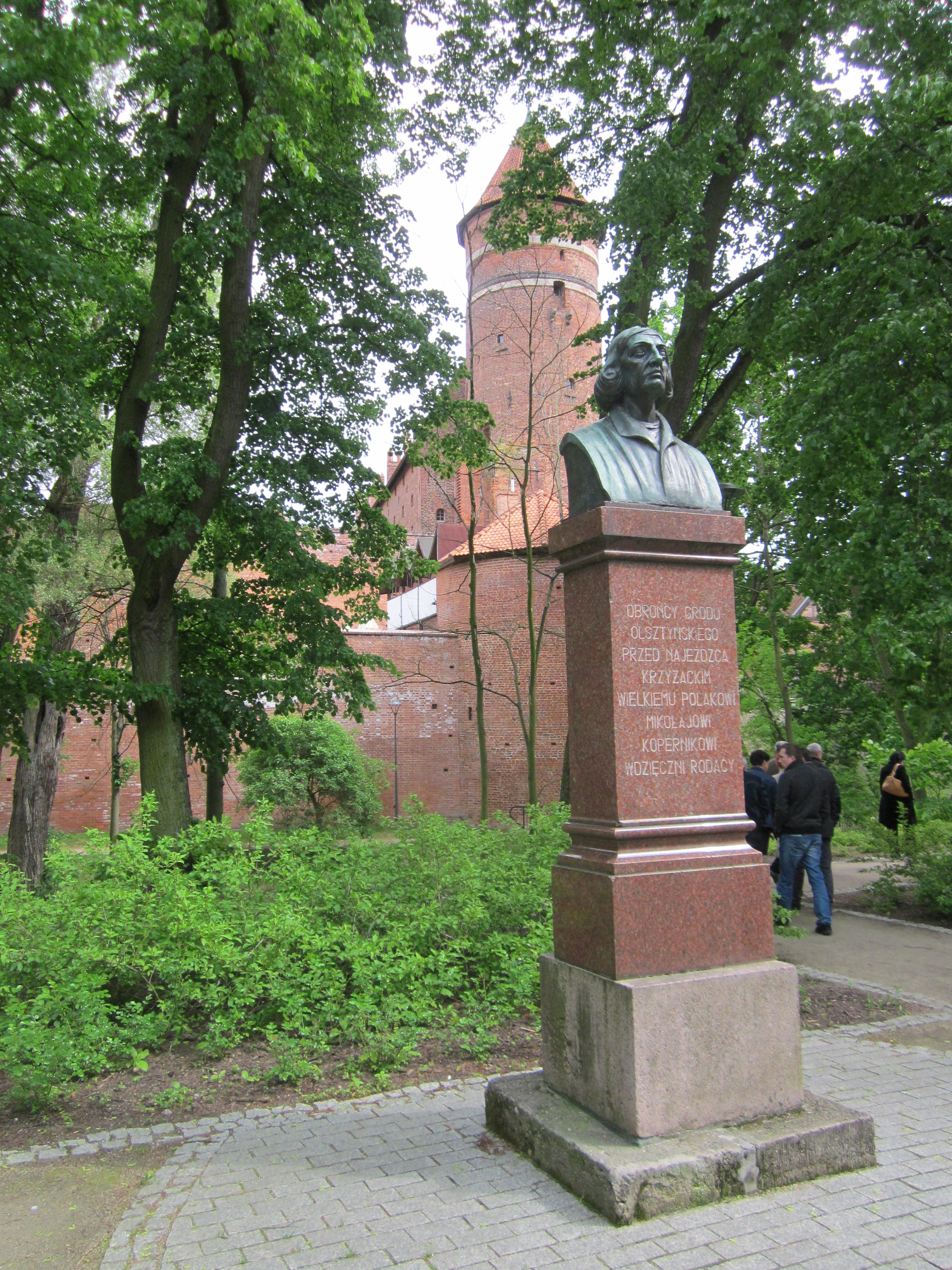
Pomnik Kopernika w Olsztynie

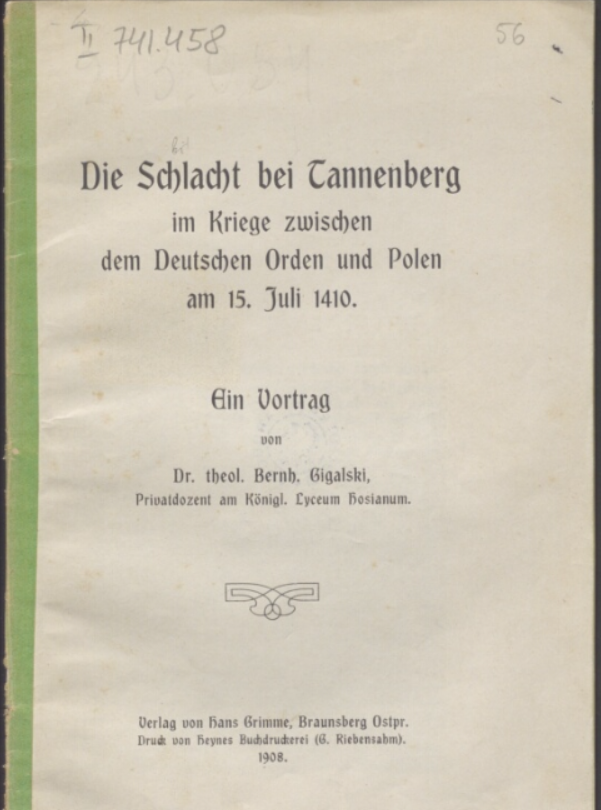
Die Schlacht bei Tannenberg, Braniewo 1908

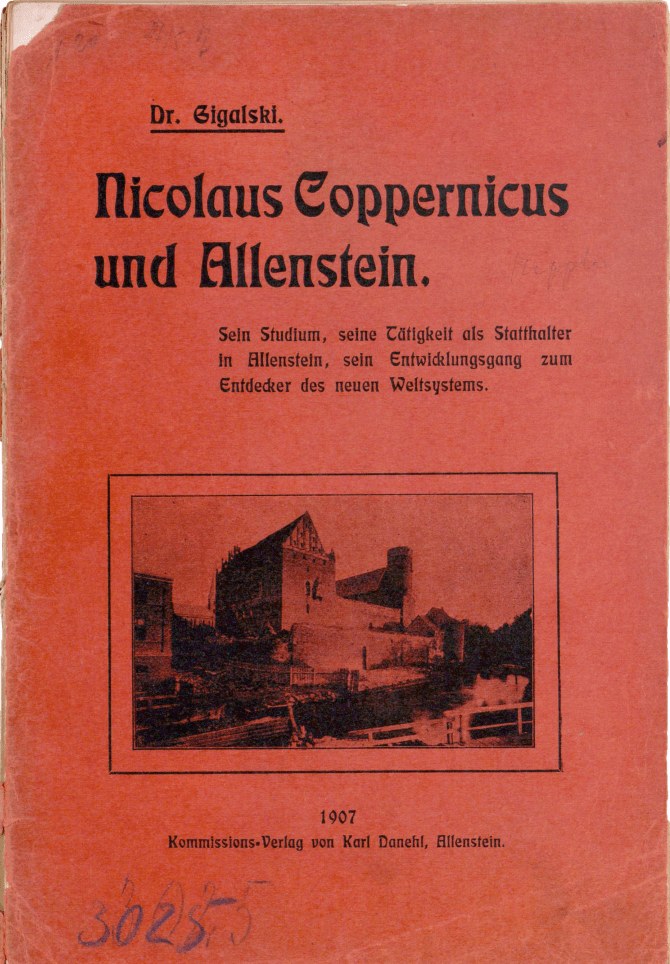
Nicolaus Coppernicus und Allenstein, 1907

Był absolwentem seminarium duchownego Liceum Hosianum w Braniewie. Po jego ukończeniu, 8 sierpnia 1888 roku, przyjął święcenia kapłańskie w katedrze we Fromborku. Przez krótki okres pełnił posługę duszpasterską w Schillingen i w Kłajpedzie. Od 1890 roku kontynuował studia na Uniwersytecie w Münster zakończone w 1893 doktoratem z teologii na podstawie dysertacji Bruno, Bischof von Segni, Abt von Monte-Cassino 1049–1123. Sein Leben und seine Schriften. Od połowy marca 1893 był wikarym w parafii św. Jakuba w Olsztynie. Znał język polski, gdyż w tym języku również głosił kazania dla wiernych. Angażował się w działalność Volksverein für das Katholische Deutschland (Stowarzyszenie na rzecz Katolickich Niemiec), był prezesem oddziału. Podpisał pismo o wykluczeniu Seweryna Pieniężnego (seniora) z tego stowarzyszenia. 28 stycznia 1897 został wyznaczony na prefekta konwiktu przygimnazjalnego w Braniewie. Od semestru zimowego 1898 wykładał w seminarium duchownym (od 1919 Państwowej Akademii) w Braniewie. 14 lutego 1916 został mianowany na stanowisko profesora w tej uczelni. Od 1926 nauczał również w Szkole Zamkowej w Braniewie.
W 1907 kandydował w wyborach do Reichstagu. Uzyskał 4170 głosów, przegrywając z Celestynem Krebsem. W tym samym roku wydał książkę o Mikołaju Koperniku i jego związkach z Olsztynem. Był inicjatorem ufundowania pomnika Mikołaja z okazji 550-lecia nadania Olsztynowi praw miejskich. Popiersie wykonał berliński rzeźbiarz Johannes Götz. Pomnik odsłonięto w 1917 w pobliżu zamku w Olsztynie, po wojnie zmienił nieco lokalizację oraz inskrypcję z niemieckiej na polską.
Mieszkał w Braniewie przy Teichstraße 23 (obecnie plac Grunwaldu). Ostatni raz w wykazie kadry profesorskiej w Braniewie widnieje w roku szkolnym 1929/1930. Zmarł w dzielnicy Berlina Weißensee.

## Publikacje
Źródło:
- Bruno, Bischof von Segni, Abt von Monte-Cassino 1049–1123. Sein Leben und seine Schriften. Ein Beitrag zur Kirchengeschichte im Zeitalter des Investiturstreites und zur theolischen Literaturgeschichte des Mittelalters, Münster 1898
- Nicolaus Coppernicus und Allenstein. Sein Studium, seine Tätigkeit als Statthalter in Allenstein, sein Entwicklungsgang zum Entdecker des neuen Weltsystems, Olsztyn 1907
- Die Schlacht bei Tannenberg im Kriege zwischen dem Deutschen Orden und Polen am 15. Juli 1410, Braniewo 1908
- Der Weinbau im Lande des Deutschen Ordens während des Mittelalters, Braniewo 1908